# Al-Meragh

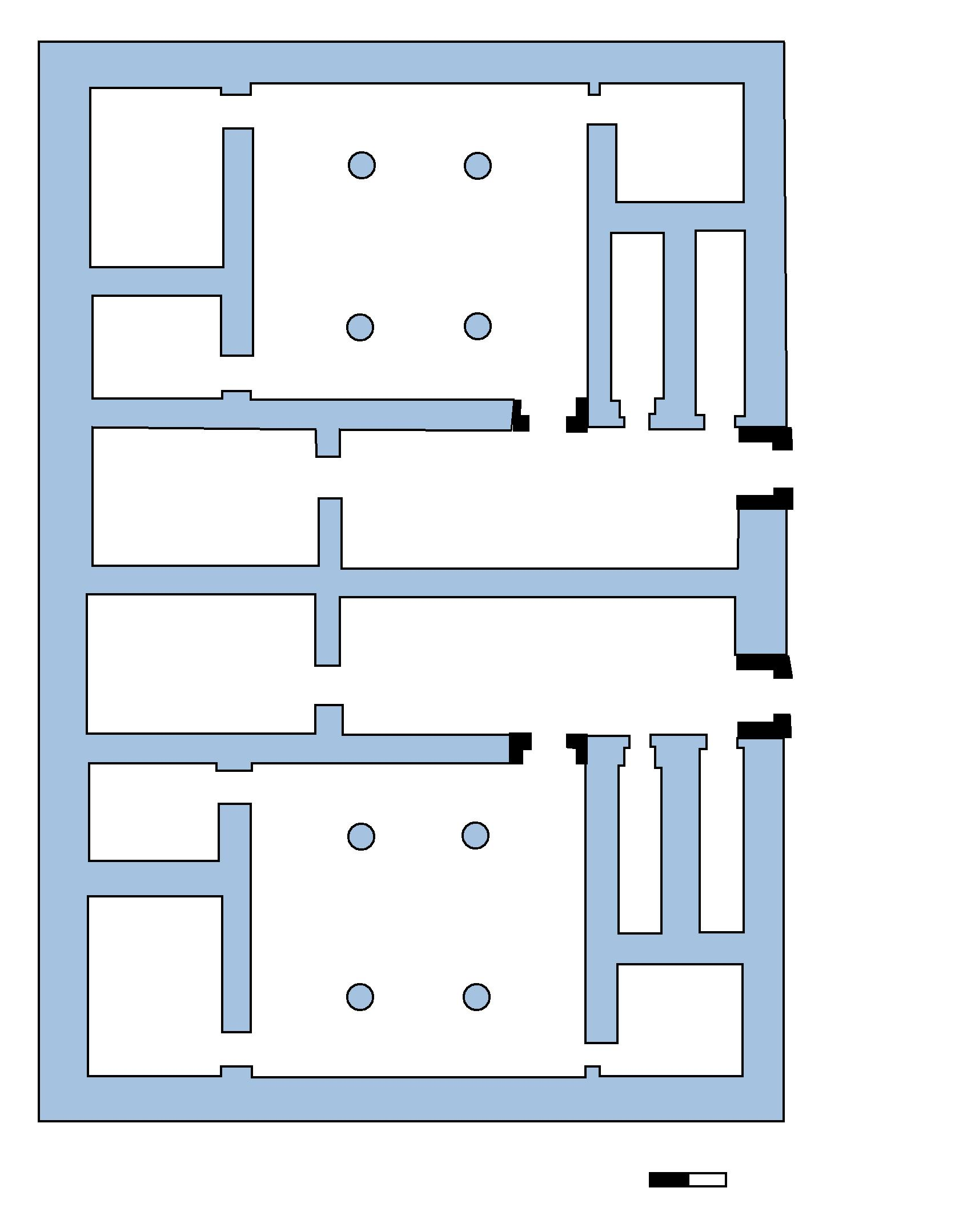
Plan eines der ausgegrabenen Häuser

Al-Meragh ist eine archäologische Ausgrabungsstätte im Sudan. Sie liegt im Wadi Muqaddam etwa 227 km nördlich von Omdurman und 66 km südlich von Kurti. Das Wadi gehört zur Landschaft Bayuda, die heute größtenteils Wüste ist.
Bei al-Meragh konnte in den Jahren 1999 und 2000 eine napatanische Siedlung angegraben werden. Bisher fanden sich nur Privathäuser, die aber steinerne Säulen und steinerne Türrahmungen hatten und somit auf sozial relativ hochstehende Bewohner schließen lässt. Die Häuser bestanden jeweils aus zwei Wohneinheiten. Alle Gebäude sind in die gleiche Richtung orientiert, so dass man von einer einheitlichen Planung ausgehen kann. Der Ort war wohl nur ein oder zwei Generationen lang bewohnt und wurde dann durch Feuer zerstört.
Die Funktion dieser Siedlung, die bereits Stadtcharakter hatte, ist nicht sicher, doch mag es sich um ein Verwaltungszentrum gehandelt haben, das die Kuschiten hier errichteten, um die Gegend zu kolonisieren. Der Ort wurde anscheinend von Nomaden zerstört. Ob es sich dabei um die Meded-Nomaden handelte, wie der Ausgräber der Siedlung vermutet, kann nicht bewiesen werden.